# Westport, Kentucky
Westport är en ort i Oldham County i delstaten Kentucky, USA.